# Dražov Dol
Dražov Dol är en ort i Bosnien och Hercegovina.   Den ligger i entiteten Federationen Bosnien och Hercegovina, i den centrala delen av landet, 70 km väster om huvudstaden Sarajevo. Dražov Dol ligger 654 meter över havet och antalet invånare är 652.
Terrängen runt Dražov Dol är huvudsakligen kuperad. Dražov Dol ligger nere i en dal. Närmaste större samhälle är Bugojno, 10,0 km nordväst om Dražov Dol.
Omgivningarna runt Dražov Dol är en mosaik av jordbruksmark och naturlig växtlighet. Runt Dražov Dol är det ganska tätbefolkat, med 93 invånare per kvadratkilometer.